# Gedore

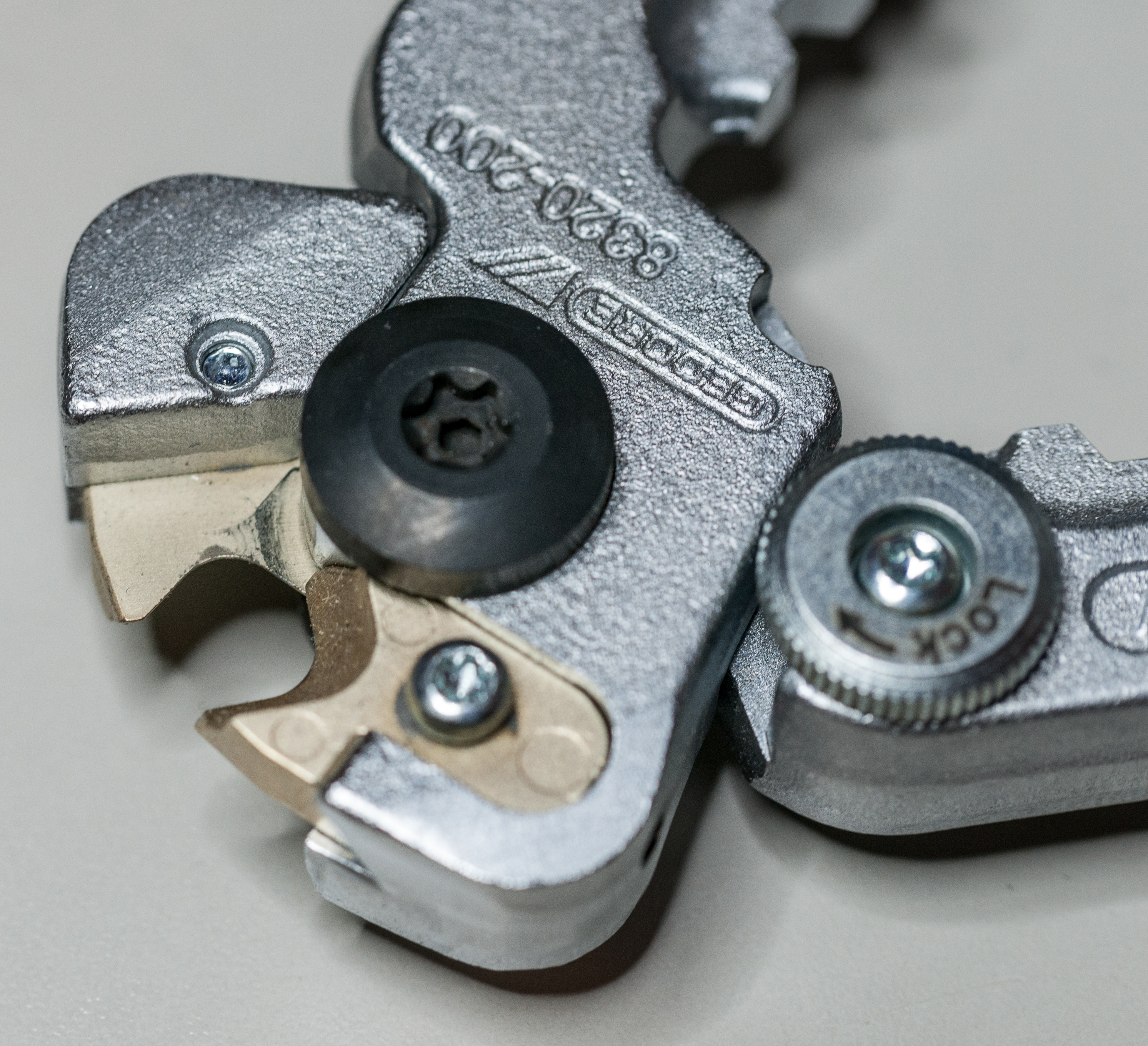
Drahtseilschneider von Gedore

Gedore ist ein Remscheider Hersteller von Handwerkzeugen mit weltweitem Vertrieb.

## Organisation
Die Gedore Gruppe vereint unter sich zahlreiche Produktions- und Vertriebsgesellschaften für Handwerkzeuge und Spezialwerkzeuge. Das Programm umfasst rund 16.000 Produkte, wodurch Gedore weltweit einer der größten Hersteller von Handwerkzeugen ist. Weltweit beschäftigt die Gedore Gruppe ca. 2.000 Mitarbeiter davon rund 900 in Deutschland. Der Ursprung der Gedore Gruppe liegt in der 1919 in Remscheid gegründeten Gedore Werkzeugfabrik GmbH & Co. KG. Die Gruppe ist in einer Konzernstruktur organisiert, bei der die Gedore Holding GmbH mit Sitz in der Gründungsstadt Remscheid als Mutterunternehmen fungiert und von dort aus die Tochtergesellschaften führt. Weltweit gibt es 7 Produktionsgesellschaften, welche sich der Herstellung der Gedore-Produkte widmen. Darüber hinaus stellen 10 Vertriebsgesellschaften in diversen Ländern die Vermarktung und die Distribution dieser sicher.
Der Name Gedore entstand als Akronym für Gebrüder Dowidat Remscheid.
Gedore stellt eine bedeutende Größe als Arbeitgeber in Remscheid dar, was sich bspw. in Namensgebungen wie der Karl-Dowidat-Straße und der Dowidatsiedlung widerspiegelt, welche nach der Firma bzw. ihren Gründern benannt wurden und in unmittelbarer Nähe des Hauptsitzes in Remscheid-Lüttringhausen angesiedelt sind. Auch die Bushaltestelle des ÖPNV vor dem Werk trägt die Bezeichnung Gedore. Ähnliches zeigt sich in Österreich, wo sich das Gedore Werk in Birkfeld/Österreich direkt an der Gedore-Straße befindet.
Der Werkzeughersteller führt unter der Dachmarke Gedore zwei Produktlinien, GEDORE und GEDORE red, für Handwerkzeug und werkzeugbasierten Lösungen sowie die Marke Ochsenkopf, welche auf Forst- und Zimmermannswerkzeug spezialisiert ist.

## Gründung und Entwicklungsschritte
Die Werkzeugfabrik wurde 1919 von den drei Brüdern Otto, Karl und Willi Dowidat gegründet. Nahezu ohne Kapital begannen sie mit der Herstellung von verstellbaren Schraubenschlüsseln, Locheisen und anderen Handwerkzeugen.1926 erfolgte wegen Platzmangels der Umzug nach Remscheid-Lüttringhausen, wo sich noch heute das Stammwerk und der Hauptsitz der Gedore Gruppe befinden.
Von Kriegszerstörungen weitgehend verschont, wurde kurz nach Kriegsende die Produktion in kleinem Umfang wieder aufgenommen. Durch Familienstreitigkeiten kam es im Verlauf zu einer Aufspaltung der Firma in Gedore unter Otto Dowidat und die Dowidat-Werke unter Willi Dowidat. Der dritte Bruder, Karl, war bereits 1933 verstorben. In der Nachkriegszeit wuchs Gedore am Stammwerk Remscheid-Lüttringhausen auf 720 Mitarbeiter. Nach dem Tode des Firmengründers Otto Dowidat 1975 übernahm dessen Sohn Karl die Unternehmensleitung. Aktuell führt dessen Tochter Karen Dowidat gemeinsam mit ihrem Sohn Dr. Christian Dowidat das Familienunternehmen in 3. und 4. Generation.
Im Laufe der Zeit entstand durch Zukäufe und Neugründungen eine Unternehmensgruppe, die im Jahr 2012 in eine Holdingstruktur überführt wurde und somit die Weichen zu der aktuellen Unternehmensstruktur stellte. Auf diesem Wege wurden zahlreiche verschiedene Marken in die Unternehmensgruppe integriert. Im Jahr 2018 wurden die verschiedenen Marken in eine Dachmarkenstruktur überführt. Unter der Dachmarke Gedore bestehen die zwei Linien Gedore (auch Gedore blue genannt) und Gedore red, wobei die Produkte der Linie Gedore red preislich unterhalb der Produkte der Linie Gedore positioniert sind. Während die Produkte der Linie Gedore red in Asien hergestellt werden erfolgt die Herstellung der Produkte der Linie Gedore in Europa und zum Teil auch in Deutschland. Für Forstwerkzeuge aus dem Hause Gedore wurde die Traditionsmarke Ochsenkopf beibehalten.

## Erweiterungen und Zukäufe im Inland
Innerhalb Deutschlands begann die Expansion von Gedore 1961. Durch den Arbeitermangel im Bergischen Land bedingt, wurde ein Teil der Produktion nach Waldkirchen, im Bayerischen Wald in der Nähe von Passau, verlegt. Produziert werden hier seitdem vorwiegend Schraubenschlüssel kleinerer Schlüsselweiten und inzwischen auch die Forstwerkzeuge der Marke Ochsenkopf.
1972 wurde mit der Firma Richard Abr. Herder KG (Rahsol) aus Solingen ein Unternehmen übernommen, das sich auf die Fertigung von Drehmomentwerkzeugen spezialisiert hat. Das Unternehmen ist heute integriert in die Gedore-Werkzeugfabrik GmbH & Co. KG, die Drehmomentwerkzeuge werden am Stammsitz in Remscheid-Lüttringhausen entwickelt und gefertigt.
1985 erfolgte der Einstieg bei Hermann Bremer oHG (Habero) in Wuppertal, einem Hersteller von Hämmern und Meißeln.
1993 wurde die Firma Metec GmbH Metallwarentechnik in Ostdeutschland gegründet und aufgebaut. Hier produzierten ca. 90 Mitarbeiter Werkstattwagen und Werkstatteinrichtungen, bis Metec 2012 aus der Gedore Gruppe ausschied.
1994 wurden die Remscheider Unternehmen Dako Werk Dowidat GmbH & Co. KG (Rohrwerkzeuge) und Krumm KG (Abzieherwerkzeuge und Schmiedeteile) übernommen.
Im Jahr 2002 wurden die Firmen Carolus technic Hans Mesenhöller KG, Ochsenkopf-Werkzeugfabrik GmbH (ehemals Daniel Kremendahl, Fabrik von Zimmermannswerkzeugen oHG) und Klann-Spezial-Werkzeugbau GmbH in die Gedore Gruppe integriert. Die Firma Ochsenkopf war ein über 225 Jahre alter Hersteller von Forst- und Zimmermannswerkzeugen aus Wuppertal-Cronenberg. Die Firma Klann-Spezial-Werkzeugbau aus Donaueschingen ist spezialisiert auf Werkzeuge für den Kfz-Bereich. Mit Klann kamen auch die Auslandsniederlassungen von Klann in den USA und Frankreich hinzu. Das Unternehmen operiert heute als Gedore Automotive.
2008 wurde die Firma Lösomat Schraubtechnik Neef GmbH in Vaihingen an der Enz übernommen. Das Unternehmen im Bereich der Hochmoment-Schraubtechnik verfügt mit 44 Mitarbeitern über eine eigene Entwicklungsabteilung und eine hohe Fertigungstiefe von über 90 %. Durch die Integration in die Gedore Gruppe firmiert das Unternehmen heute unter Gedore Torque Solutions.
2022 teilte Gedore mit, man wolle das Solinger Werk schließen und die Produktion an den Firmensitz in Remscheid überführen. Die 116 Mitarbeiter der Fabrik in Solingen wolle man bis Ende des Jahres 2022 "möglichst reibungslos" in das Remscheider Werk integrieren.

## Expansion im Ausland
Die erste ausländische Vertriebsniederlassung, Technag B.V., wurde schon 1958 in den Niederlanden gegründet.
Einfuhrverbote einiger Staaten sowie der weit verbreitete Fach- und auch Hilfsarbeitermangel führten bei Gedore seit den sechziger Jahren zur Eröffnung ausländischer Produktionsstätten. Die ersten Produktionsstätten wurden in Brasilien und Südafrika gegründet. Ferramentas Gedore do Brasil S/A ergänzte 1960 die Gedore Gruppe, Gedore Tools SA (Pty) Ltd. folgte vier Jahre später, 1964.
1972 wurde die Gedore Austria GmbH mit Fertigung in Birkfeld/Steiermark aufgebaut. Hier produzieren 120 Mitarbeiter das gesamte Zangenprogramm. Die österreichische Niederlassung erhielt im Jahr 1981 als Unternehmen die Staatliche Auszeichnung und darf seither das Bundeswappen Österreichs im Geschäftsverkehr verwenden.
1999 wurde die englische MHH Torqueleader, spezialisiert auf die Herstellung von Drehmomentwerkzeugen und Testgeräten, in die Gedore Gruppe eingegliedert und später in Gedore Torque Ltd. umbenannt.
Darüber hinaus wurden zahlreiche Vertriebsgesellschaften unter anderem in Polen, Spanien, Russland (bis 2024), USA und China gegründet.
Mit Ausnahme der Spezialisten für Zangen und Drehmoment, die alle Märkte bedienen, produzieren alle ausländischen Werke hauptsächlich für deren regionale Märkte.

## Produkte
Handwerkzeuge wie Schraubenschlüssel, Knarren und Steckschlüssel, Zangen, Schlagwerkzeuge, Drehmomentwerkzeuge sowie Werkstattwägen, Werkbänke und Werkzeugkisten werden in den eigenen Werken entwickelt und hergestellt. Darüber hinaus bietet Gedore individuelle Werkzeuglösungen sowie Spezialwerkzeuge für den Automobil- und Hochdrehmomentbereich. Unter der Marke Ochsenkopf werden Forstwerkzeuge wie Äxte und Beile sowie Zimmermannswerkzeuge hergestellt und vertrieben.